# پروبیت چندجمله‌ای
در آمار و اقتصادسنجی، مدل پروبیت چندجمله‌ای تعمیم مدل پروبیت است که هنگامی که چندین دسته ممکن وجود دارد که متغیر وابسته می‌تواند در آن قرار گیرد، استفاده می‌شود. به این ترتیب، این یک جایگزین برای مدل لاجیت چندجمله‌ای به عنوان یکی از روش‌های رده‌بندی چندگانه است. نباید با مدل پروبیت چندمتغیره، که برای مدل‌سازی نتایج باینری همبسته برای بیش از یک متغیر مستقل استفاده می‌شود، اشتباه گرفت.